# Astochia trichura
Astochia trichura là một loài ruồi trong họ Asilidae. Astochia trichura được Hermann miêu tả năm 1917. Loài này phân bố ở miền Ấn Độ - Mã Lai.